# نافاسيرادا
نافاسيرادا (بالإنجليزية: Navacerrada)‏ هي بلدية ومدينة في منطقة الحكم الذاتي وتقع في منطقة مدريد في وسط إسبانيا. تبلغ مساحة هذه المدينة  (كم²)، ويبلغ عدد سكانها  نسمة حسب إحصاء سنة 2008 م.

## المناخ
يظهر الجدول التالي التغييرات المناخية على مدار السنة لنافاسيرادا:
| البيانات المناخية لـنافاسيرادا                             | البيانات المناخية لـنافاسيرادا | البيانات المناخية لـنافاسيرادا | البيانات المناخية لـنافاسيرادا | البيانات المناخية لـنافاسيرادا | البيانات المناخية لـنافاسيرادا | البيانات المناخية لـنافاسيرادا | البيانات المناخية لـنافاسيرادا | البيانات المناخية لـنافاسيرادا | البيانات المناخية لـنافاسيرادا | البيانات المناخية لـنافاسيرادا | البيانات المناخية لـنافاسيرادا | البيانات المناخية لـنافاسيرادا | البيانات المناخية لـنافاسيرادا |
| الشهر                                                      | يناير                          | فبراير                         | مارس                           | أبريل                          | مايو                           | يونيو                          | يوليو                          | أغسطس                          | سبتمبر                         | أكتوبر                         | نوفمبر                         | ديسمبر                         | المعدل السنوي                  |
| ---------------------------------------------------------- | ------------------------------ | ------------------------------ | ------------------------------ | ------------------------------ | ------------------------------ | ------------------------------ | ------------------------------ | ------------------------------ | ------------------------------ | ------------------------------ | ------------------------------ | ------------------------------ | ------------------------------ |
| الدرجة القصوى °م (°ف)                                      | 16.2 (61.2)                    | 16.8 (62.2)                    | 18.6 (65.5)                    | 22.6 (72.7)                    | 25.4 (77.7)                    | 32.0 (89.6)                    | 30.8 (87.4)                    | 31.8 (89.2)                    | 30.8 (87.4)                    | 23.4 (74.1)                    | 20.0 (68.0)                    | 17.0 (62.6)                    | 32.0 (89.6)                    |
| متوسط درجة الحرارة الكبرى °م (°ف)                          | 2.3 (36.1)                     | 3.0 (37.4)                     | 5.8 (42.4)                     | 7.0 (44.6)                     | 11.5 (52.7)                    | 18.0 (64.4)                    | 22.4 (72.3)                    | 22.2 (72.0)                    | 17.2 (63.0)                    | 10.6 (51.1)                    | 5.6 (42.1)                     | 3.3 (37.9)                     | 10.7 (51.3)                    |
| المتوسط اليومي °م (°ف)                                     | −0.4 (31.3)                    | 0.1 (32.2)                     | 2.3 (36.1)                     | 3.4 (38.1)                     | 7.4 (45.3)                     | 13.2 (55.8)                    | 17.0 (62.6)                    | 16.8 (62.2)                    | 12.7 (54.9)                    | 7.3 (45.1)                     | 2.8 (37.0)                     | 0.7 (33.3)                     | 6.9 (44.4)                     |
| متوسط درجة الحرارة الصغرى °م (°ف)                          | −3.2 (26.2)                    | −2.9 (26.8)                    | −1.1 (30.0)                    | −0.3 (31.5)                    | 3.2 (37.8)                     | 8.3 (46.9)                     | 11.5 (52.7)                    | 11.5 (52.7)                    | 8.2 (46.8)                     | 3.9 (39.0)                     | 0.1 (32.2)                     | −2.0 (28.4)                    | 3.1 (37.6)                     |
| أدنى درجة حرارة °م (°ف)                                    | −18.2 (−0.8)                   | −18.6 (−1.5)                   | −14.7 (5.5)                    | −11 (12)                       | −8 (18)                        | −3.4 (25.9)                    | 0.0 (32.0)                     | 0.2 (32.4)                     | −3 (27)                        | −7.6 (18.3)                    | −11.8 (10.8)                   | −20.3 (−4.5)                   | −20.3 (−4.5)                   |
| الهطول مم (إنش)                                            | 124 (4.9)                      | 96 (3.8)                       | 84 (3.3)                       | 127 (5.0)                      | 124 (4.9)                      | 64 (2.5)                       | 23 (0.9)                       | 26 (1.0)                       | 60 (2.4)                       | 156 (6.1)                      | 176 (6.9)                      | 163 (6.4)                      | 1٬223 (48.1)                   |
| متوسط أيام هطول الأمطار                                    | 12                             | 10                             | 9                              | 12                             | 12                             | 7                              | 3                              | 4                              | 7                              | 12                             | 12                             | 13                             | 111                            |
| متوسط الأيام المثلجة                                       | 12                             | 12                             | 9                              | 11                             | 5                              | 1                              | 0                              | 0                              | 0                              | 3                              | 8                              | 11                             | 71                             |
| متوسط الرطوبة النسبية (%)                                  | 80                             | 79                             | 74                             | 77                             | 72                             | 59                             | 47                             | 49                             | 63                             | 79                             | 83                             | 81                             | 70                             |
| ساعات سطوع الشمس الشهرية                                   | 109                            | 114                            | 162                            | 166                            | 215                            | 289                            | 348                            | 321                            | 211                            | 146                            | 103                            | 92                             | 2٬268                          |
| المصدر #1: Agencia Estatal de Meteorología                 |                                |                                |                                |                                |                                |                                |                                |                                |                                |                                |                                |                                |                                |
| المصدر #2: Agencia Estatal de Meteorología (record values) |                                |                                |                                |                                |                                |                                |                                |                                |                                |                                |                                |                                |                                |